# ULTIMATE DIAMOND
『ULTIMATE DIAMOND』（アルティメット・ダイアモンド）は、水樹奈々の7枚目のオリジナルアルバム。2009年6月3日にキングレコードから発売された。

## 概要
前作『GREAT ACTIVITY』より約1年半ぶりとなるオリジナルアルバムで、作家陣にElements Gardenのメンバーを中心に、矢吹俊郎や齋藤真也なども参加しているが、今作から初登場となるSPORTSの伊藤寛之などといった水樹奈々の楽曲では初提供となる作家陣もいる。Elements Gardenの中山真斗が編曲に参加したことで、Elements Gardenのメンバー全員が水樹の楽曲に参加した形となった。
当初の発売日は2009年5月20日の予定だったが、本アルバムへの収録予定曲「COSMIC LOVE」の作詞者・園田凌士が覚醒剤取締法違反で逮捕されたことを受け、「COSMIC LOVE」を削除するために発売日は2009年6月3日に延期された。なお、2009年1月25日の日本武道館にて本アルバムの発売が発表されている。
収録4曲全てがAサイド扱いのシングル『STARCAMP EP』から2曲、自己最高セールスを記録した『Trickster』、自身の誕生日に発売された『深愛』からそれぞれの表題曲を収録。なお、先述したとおり収録曲の修正が行われた際、「夜明エイム（水樹奈々）」名義で発売された『TVアニメーション「AYAKASHI」Characters Vol.1 夜明エイム』の表題曲のアルバムバージョン「蒼き光の果て-ULTIMATE MODE-」が追加収録されることが発表された。前作に引き続き通常盤とDVD付の限定盤があり、DVDは2008年閉鎖された新宿コマ劇場にて行われた、18thシングル『Trickster』発売記念イベント『新宿コマ劇場座長公演“水樹奈々大いに唄う”』の模様を収録している。なお、この座長公演では水樹本人の曲も披露されたが、DVDには収録されていない。ただし、劇中に歌われた坂本冬美の『夜桜お七』、中村美律子の『河内おとこ節』のカバーは収録されている。初回限定盤は“グリッターデジパック仕様で、ロンドンで撮影された写真を含む44ページのブックレットが付属されている。また、発売記念キャンペーンとして、付属した応募ハガキにより抽選で7777名に、SPECIAL CD「ULTIMATE DIAMOND INSTRUMENTAL TRACKS」（SSX-192）がプレゼントされた。

### 主な記録
オリコンの2009年6月2日付のアルバム・デイリーチャートで初登場1位を獲得後、2日連続でこの順位を維持し、翌週の2009年6月15日付週間アルバムチャートでも初登場1位を獲得した。声優による首位獲得は、1968年から始まったオリコンチャートではシングルとアルバムを含め、41年の歴史で初めての記録である。また、キングレコードのアルバム作品としては、SNAIL RAMPの『FRESH BRASH OLD MAN』以来、9年5か月ぶりのオリコン週間1位を獲得した。そのため、関係者から祝福された本人もブログで喜びと感謝を述べた。
2009年6月3日、NHK-BS2『最新ヒット ウエンズデーJ-POP』の生放送に出演した際には、「Astrogation」と「MARIA&JOKER」を初披露した。NHK屋上特設ステージからの生中継によるテレビ出演であり、生中継による歌披露はこれが初だった。水樹自身がナレーションを務めているNHK総合『MUSIC JAPAN』の2009年6月7日放送分に出演した際には、『悦楽カメリア』をテレビ初披露した。なお、これは同年5月にNHKホールにてライブ収録されたものである。

## 収録曲
1. MARIA&JOKER [4:12]
  - 作詞：Hibiki、作曲・編曲：上松範康（Elements Garden）
2. 悦楽カメリア [3:49]
  - 作詞：水樹奈々、作曲・編曲：大西省吾
  - TBS系列『笑撃!ワンフレーズ』2009年5月・6月度エンディングテーマ
3. PERFECT SMILE [3:23]
  - 作詞・作曲・編曲：伊藤寛之
4. Trickster [3:47]
  - 作詞：水樹奈々、作曲・編曲：上松範康（Elements Garden）
  - 『アニメロミックス』CMソング
  - 日本テレビ系列『音楽戦士 MUSIC FIGHTER』2008年10月度POWER PLAY
  - コナミデジタルエンタテインメントアーケードゲーム・PlayStation 2用ゲームソフト『Dance Dance Revolution X』収録曲
5. Mr.Bunny! [4:33]
  - 作詞：SAYURI、作曲：若林充、編曲：齋藤真也
6. 沈黙の果実 [3:52]
  - 作詞・作曲：しほり、編曲：天羽蓮花
7. Brand New Tops [4:34]
  - 作詞：ゆうまお、作曲・編曲：雅智弥
8. 少年 [4:42]
  - 作詞・作曲：矢吹俊郎、編曲：矢吹俊郎・大平勉
9. Gimmick Game [4:22]
  - 作詞：Hibiki、作曲・編曲：藤田淳平（Elements Garden）
  - TBS『カード学園』オープニングテーマ
10. Dancing in the velvet moon [4:32]
  - 作詞：水樹奈々、作曲：上松範康（Elements Garden）、編曲：上松範康（Elements Garden）・中山真斗（Elements Garden）
  - テレビアニメ『ロザリオとバンパイア』エンディングテーマ
11. ray of change [4:22]
  - 作詞・作曲：斉田和典、編曲：高橋浩一郎
12. 深愛 [4:55]
  - 作詞：水樹奈々、作曲：上松範康（Elements Garden）、編曲：藤間仁（Elements Garden）
  - テレビアニメ『WHITE ALBUM』オープニングテーマ
  - 日本テレビ系列『音楽戦士 MUSIC FIGHTER』2009年1月度POWER PLAY
13. 蒼き光の果て-ULTIMATE MODE- [4:27]
  - 作詞：辻純更、作曲：松井俊介、編曲：藤間仁（Elements Garden）
14. Astrogation [4:33]
  - 作詞：Hibiki、作曲・編曲：陶山隼
  - 日本テレビ系列『音楽戦士 MUSIC FIGHTER』2008年2月度オープニングテーマ
15. 夢の続き [5:16]
  - 作詞・作曲：水樹奈々、編曲：藤田淳平（Elements Garden）
  - 歌詞は昨年に亡くなった水樹自身の父への思いを綴ったものである。

## DVD（初回限定盤のみ）
水樹奈々 2008年10月11日 新宿コマ劇場座長公演“水樹奈々大いに唄う”
1. 歌姫華仕置 疾風の奈々参上
  1. 三悪人登場
  2. 疾風の奈々登場
  3. 三日後
  4. 『夜桜お七』
  5. 大立ち回り
  6. 爺登場
  7. 奈々姫登場
  8. 『河内おとこ節』
  9. カーテンコール〜END
2. MAKING

### 出演
- 疾風の奈々：水樹奈々
- マムシの彦蔵：杉田智和
- 雀蜂のお陸：沢城みゆき
- 赤目の陣八：小西克幸
- 近藤伊予守：鈴村健一
- ナレーション：若本規夫

## スペシャルCD『ULTIMATE DIAMOND INSTRUMENTAL TRACKS』
2009年10月2日発送，このアルバム発売記念キャンペーンの企画。このアルバムの初回プレス盤に付属していた応募ハガキにより応募。抽選で7777人が当選。内容は、『ULTIMATE DIAMOND』の全15曲のボーカルレスとなっている。